# Тодор Доросиев
Тодор Иванов Доросиев е български учител, просветен деец и свещеник от село Копривщица. 
Тодор Доросиев през 1874 година, след завършване на класното училище в родния си град, едва 16-годишен постъпва да учителства в село Коджа бунар. За целта използва свидетелството, подписано от авторитетните учители Христо Пулеков, Найден Попстоянов и Петър Жилков. Това българско село дълги години седи без училище, тъй като местните хора не могат да намерят даскал. Още по време на обучението си е подготвен за църковен певец от Пулеков.
През 1872 г. селяните се обърнали към своите познати българи абаджии в Балъкесир Яким Иванов Доросиев от Копривщица и Иванчо Хаджипетров от Клисура, за да съдействат за откриване на българско училище в селото. По тяхна препоръка Тодор Доросиев е назначен и учителства четири години в Мала Азия. На път за Коджа бунар минава през Цариград и закупува необходимите му учебници и църковни книги.
През май 1878 г. Тодор Доросиев се завърнал в България и преподавал в Куртово Конаре, Перущица, Карлово и Клисура. В Клисура през 1892 г. бил ръкоположен за свещеник и действа в града до смъртта си през 1895 г.

## Семейство
- Брат на Тодор е Лука Доросиев, също просветен деец.[1]
- Негов син е Яко Доросиев, комунист.[1]